# متحف فنون الشرق الأوسط
متحف فنون الشرق الأوسط (الأرمينية: Միջին Արևելքի արվեստի թանգարան) هو متحف للفنون في يريفان، أرمينيا افتتح في عام 1993، استنادا إلى مجموعة تبرع بها الرسام وهاوي التجميع والمواطن المتوج فخريا ماركوس غريغوريان في يريفان في ذكرى ابنته الممثلة سابرينا غريغوريان، ويتشارك المتحف نفس المبنى مع متحف شارانت للآداب والفنون.
يضم المتحف حوالي 2600 معروض يحتوي على أعمال ماركوس غريغوريان وفنون تطبيقية روسية وأوروبية وشرق أوسطية - صنابير إيرانية في القرنين الثاني عشر والتاسع عشر ومقابض أبواب ومفاتيح وأقفال ومسامير وزخارف فضية تركمانية إيرانية من القرنين الثامن عشر والتاسع عشر.
توجد المعارض في 3 قاعات.